# Biomassestrom-Nachhaltigkeitsverordnung
Die Biomassestrom-Nachhaltigkeitsverordnung (BioSt-NachV) regelt die Anforderungen an land- und forstwirtschaftliche Biomasse sowie die Voraussetzungen für den Anspruch auf Zahlung nach den § 19 Abs. 1 und § 50 des Erneuerbare-Energien-Gesetzes. Sie bestimmt Zertifizierungssysteme, Zertifizierungsstellen, Zertifikate, Nachweise näher und führt das Register Biostrom ein (§ 44). Die Verordnung dient der Umsetzung der Richtlinie (EU) 2018/2001 (Erneuerbare Energiequellen), die durch die Delegierte Verordnung (EU) 2019/807 ergänzt worden ist.
Im Zuge der Umsetzung der Erneuerbare-Energiequellen-Richtlinie in nationales Recht wurde sie mit Wirkung vom 8. Dezember 2021 neu gefasst. Dabei wurde unter anderem der  Anwendungsbereich  von ursprünglich ausschließlich flüssigen Biobrennstoffen auf flüssige Biobrennstoffe sowie feste und gasförmige Biomasse-Brennstoffe erweitert.

## Ziele

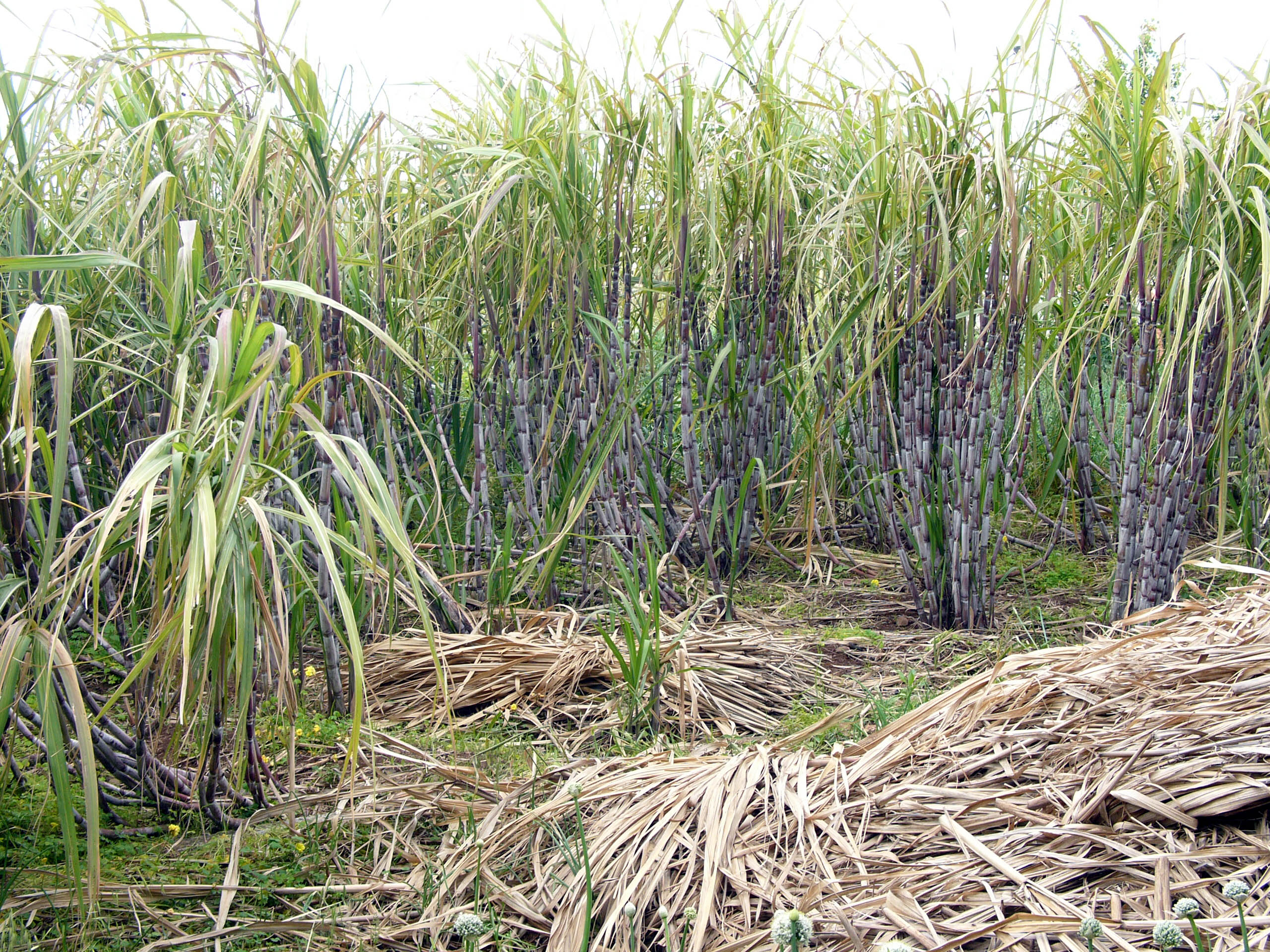
Zuckerrohr kann mit Bioethanol energetisch nutzbare, flüssige Biomasse liefern.

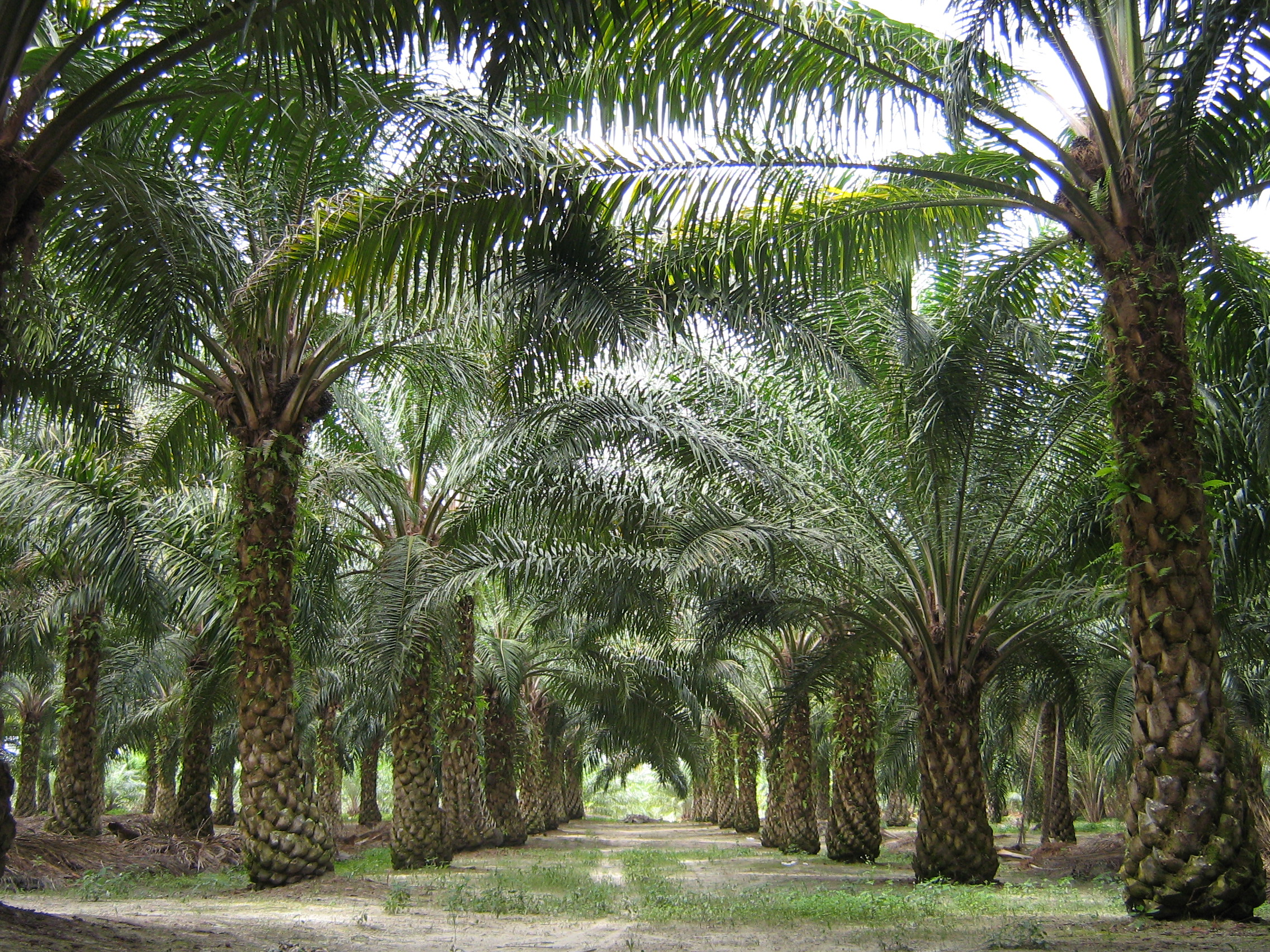
Zur Palmölgewinnung werden Ölpalmplantagen, wie diese in Malaysia, angelegt.

Hintergrund der Verordnung bzw. der Forderungen nach Nachhaltigkeitskriterien ist die in den vergangenen Jahren verstärkte energetische Nutzung von Biomasse (Bioenergie) für die Erzeugung von Kraftstoffen (Biokraftstoffen), wie z. B. Biodiesel und Bioethanol und zur Erzeugung von Strom und Wärme in Pflanzenöl-Blockheizkraftwerken, Biogasanlagen, Biomasseheizkraftwerken etc. Wegen der mit dieser intensiveren Biomassenutzung verbundenen Flächen- und Nutzungskonkurrenz, z. B. zwischen diesen energetischen Nutzungen und der Nahrungsmittelerzeugung oder Naturschutzbelangen, stehen verschiedene Bereiche der Bioenergien in der Diskussion. Insbesondere die Rodung von tropischen Regenwäldern zur Schaffung von Flächen für Ölpalmplantagen und zum Zuckerrohranbau wurden diskutiert.
Mit der BioSt-NachV und der ebenfalls 2009 erlassenen Biokraftstoff-Nachhaltigkeitsverordnung (Biokraft-NachV) wurden bestimmte Nachhaltigkeitskriterien definiert und Regelungen zur Zertifizierung bestimmt. Mit der Novellierung der beiden Verordnungen zum 8. Dezember 2021 wurden nun ebenso Bestimmungen an die Reduktion von Treibhausgasgasen festgelegt. Voraussetzung, um für den aus den genannten Brennstoffen erzeugten Strom eine Förderung nach dem EEG in Anspruch nehmen zu können, ist gem. § 3 BioSt-NachV der Nachweis der Einhaltung dieser Kriterien und Bestimmungen über zertifizierte Nachhaltigkeitsnachweise.

## Nachhaltigkeitskriterien
In §§ 4 bis 6 BioSt-NachV werden Nachhaltigkeitskriterien und Bestimmungen an die Reduktion von Treibhausgasgasen für Biomasse näher definiert:
- Anforderungen an landwirtschaftliche Biomasse
- Anforderungen an forstwirtschaftliche Biomasse

- Treibhausgaseinsparung

## Zertifizierung
In den §§ 10 bis 40 BioSt-NachV wird der Nachweis der Nachhaltigkeit der Biomasse geregelt:
- Nachhaltigkeitsnachweise
  - Anerkannte Nachweise
  - Ausstellung von Nachhaltigkeitsnachweisen
- Zertifikate
  - Anerkannte Zertifikate
  - Ausstellung von Zertifikaten
- Zertifizierungssysteme
  - Anerkennung
  - Aufgaben
  - Kontrolle
- Zertifizierungsstellen
  - Anerkennung
  - Aufgaben
  - Überwachung

In den §§ 41 bis 43 sind zudem weitere anerkannte Zertifizierungsstellen und besondere und Übergangsbestimmungen zum Nachweis definiert.
Die §§ 47 bis 53 regeln die Datenerhebung und -verarbeitung, Berichtspflichten und behördliche Verfahren, sowie § 55 Übergangs- und Schlussbestimmungen.

## Umsetzung
Grundlage zur Umsetzung der Verordnung ist die Etablierung von Zertifizierungssystemen. Verschiedene Institutionen sind aktiv, um die gesamte Kette von der Erzeugung bis zur Nutzung der Biomasse abzudecken. Bekannt ist das International Sustainability and Carbon Certification (ISCC), das bereits 2006 vom Bundesministerium für Ernährung, Landwirtschaft und Verbraucherschutz (BMELV) in Zusammenarbeit mit der Fachagentur Nachwachsende Rohstoffe (FNR) und anderen Partnern initiiert wurde. Auch auf bestimmte Nutzpflanzen spezialisierte Systeme, wie z. B. für Zuckerrohr, Sojabohne oder Ölpalme, sind im Aufbau.
Im Kontext des Energiepflanzenanbaus wird eine mögliche Landnutzungsänderung kontrovers diskutiert (indirect land use change / iLUC).